# أوين برينان
أوين برينان (بالإنجليزية: Owen Brennan)‏ هو صاحب مطعم وشخصية أعمال أمريكي، ولد في 5 أبريل 1910 في نيو أورلينز في الولايات المتحدة، وتوفي في 4 نوفمبر 1955.